# 新穆西
新穆西（法語：Moussy-le-Neuf，法語發音：[musi lə nœf] ⓘ）是法国塞纳-马恩省的一个市镇，与旧穆西相邻，属于莫城区。

## 地理
新穆西（49°3'47"N, 2°36'11"E）面积14.81 平方千米，位于法国法蘭西島大區塞纳-马恩省，该省份为法国北部内陆省份，北起瓦兹省，西接埃松省、马恩河谷省、塞纳-圣但尼省和瓦兹河谷省，南至卢瓦雷省，东南接约讷省，东临马恩省和奥布省，东北接埃纳省。
与新穆西接壤的市镇（或旧市镇、城区）包括：奥蒂斯、韦马尔、莫尔泰丰坦、普拉伊、莫尔加尔、旧穆西。

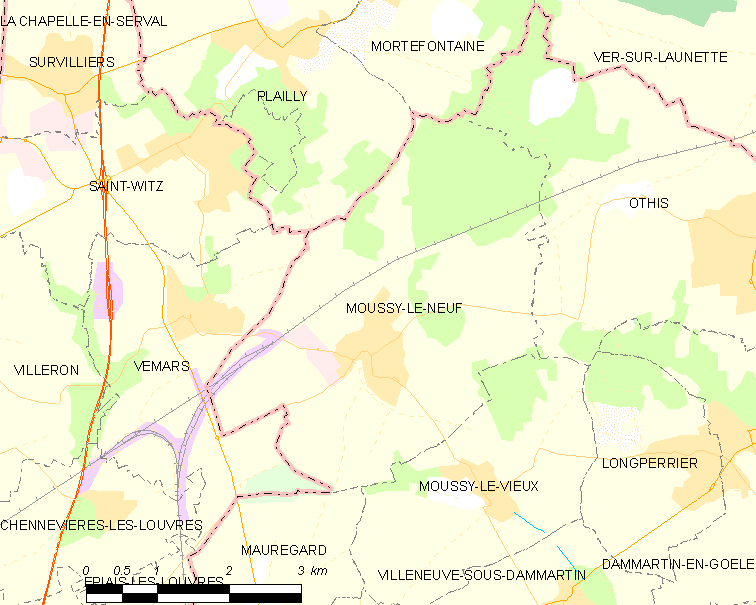
新穆西的OSM定位图

新穆西的时区为UTC+01:00、UTC+02:00（夏令时）。

## 行政
新穆西的邮政编码为77230，INSEE市镇编码为77322。

## 政治
新穆西所属的省级选区为米特里-莫里县。

## 人口

1962-2008年间新穆西人口变化图示

新穆西于2022年1月1日时的人口数量为3255人。